# 李希林
李希林（1930年10月2日—2024年4月2日），原名李瑞林，曾用名李小伙，河北冀州人。中国人民解放军上将。

## 生平
1945年，参加中国人民解放军。任山东军区冀南军区独立4旅10团战士、桐柏军区28旅82团班长等职位。1950年后，历任湖北省大冶军专区鄂城大队、孝感专区公安大队、湖北省公安总队司令部侦察参谋等职位。1954年，任中南军区公安部队司令部作战参谋、广州军区公安军司令部作战参谋、团司令部作战股副股长、广东边防团司令部作战股股长、守备师司令部侦察科副科长、团副参谋长、副团长、团长、师参谋长、副师长、军参谋长。1955年被授予中尉军衔。1983年，任广州军区副参谋长。1985年，任广州军区参谋长，1988年授予中将军衔。1990年，任军区副司令员。1992年，任广州军区司令员，1994年5月晋升为上将。
2024年4月2日于广州去世。

### 引用
1. ↑  澎湃新闻（2024年）